# Vogal posterior semiaberta arredondada
A vogal posterior semiaberta arredondada é um tipo de som vocálico usado em algumas línguas, o símbolo usado no Alfabeto Fonético Internacional para representar este som é ⟨ɔ⟩ (um "c" virado ao contrário). É representada no X-SAMPA  como ⟨O⟩.
Esta vogal é conhecida pelos falantes de português como "o aberto", a vogal da palavra "nós".

## Características
- É uma vogal semiaberta porque a língua é posicionada entre uma vogal aberta e uma vogal média.
- É uma vogal posterior porque a língua é posta o mais atrás possível na boca sem criar uma constrição que a classificaria como uma consoante.
- É uma vogal arredondada porque os lábios são arredondados e a sua superfície interior, exposta.

## Ocorrências
| Idioma      | Palavra    | AFI        | Significado | Notas                       |
| ----------- | ---------- | ---------- | ----------- | --------------------------- |
| Alemão      | voll       | [fɔl]      | cheio       | Ver fonologia do alemão     |
| Catalão     | soc        | [ˈsɔk]     | sou         |                             |
| Coreano     | 별 (byeol) | [bjɔl]     | estrela     |                             |
| Dinamarquês | 'og        | [ɔw]       | e           |                             |
| Francês     | sort       | [sɔ̜ːʁ]     | destino     | Ver fonologia do francês.   |
| Holandês    | bot        | [bɔt]      | osso        |                             |
| Inglês      | born       | [bɔrn]     | nascido     |                             |
| Italiano    | parola     | [paˈɾɔːla] | palavra     |                             |
| Mandarim    | 我 (wǒ)    | [wɔ˨˩˦]    | eu          |                             |
| Norueguês   | topp       | [tɔp]      | topo        |                             |
| Polaco      | kot        | [kɔt̪]      | gato        |                             |
| Português   | só         | ['sɔ]      | só          | Ver fonologia do português. |
| Sueco       | moll       | [mɔl]      | menor       |                             |
| Vietnamita  | to         | [tɔ]       | grande      |                             |